# Honda Crider
Honda Crider (кит. 凌派; пиньинь Língpài) — компактный седан, представленный в 2013 году компаниями GAC и Honda.

## Первое поколение (2013)
Первое поколение Crider было запущено в производство в июне 2013 года. Его прародителем стал Honda City.

Автомобиль оснащался 1,8-литровыми четырёхцилиндровыми двигателями i-VTEC, которые также применяются в Honda Civic. Двигатели развивают мощность 102 кВт (137 л. с.) при 6500 об/мин и крутящим моментом 172 Н⋅м при 4300 об/мин в паре с пятиступенчатой механической или автоматической трансмиссией. Автомобиль имеет переднюю независимую подвеску Макферсона и заднюю торсионную подвеску. Все модели оснащены дисковыми тормозами и электроусилителем рулевого управления. Расход топлива на МКПП составляет 6,5 л/100 км, а на АКПП — 6,7 л/100 км.

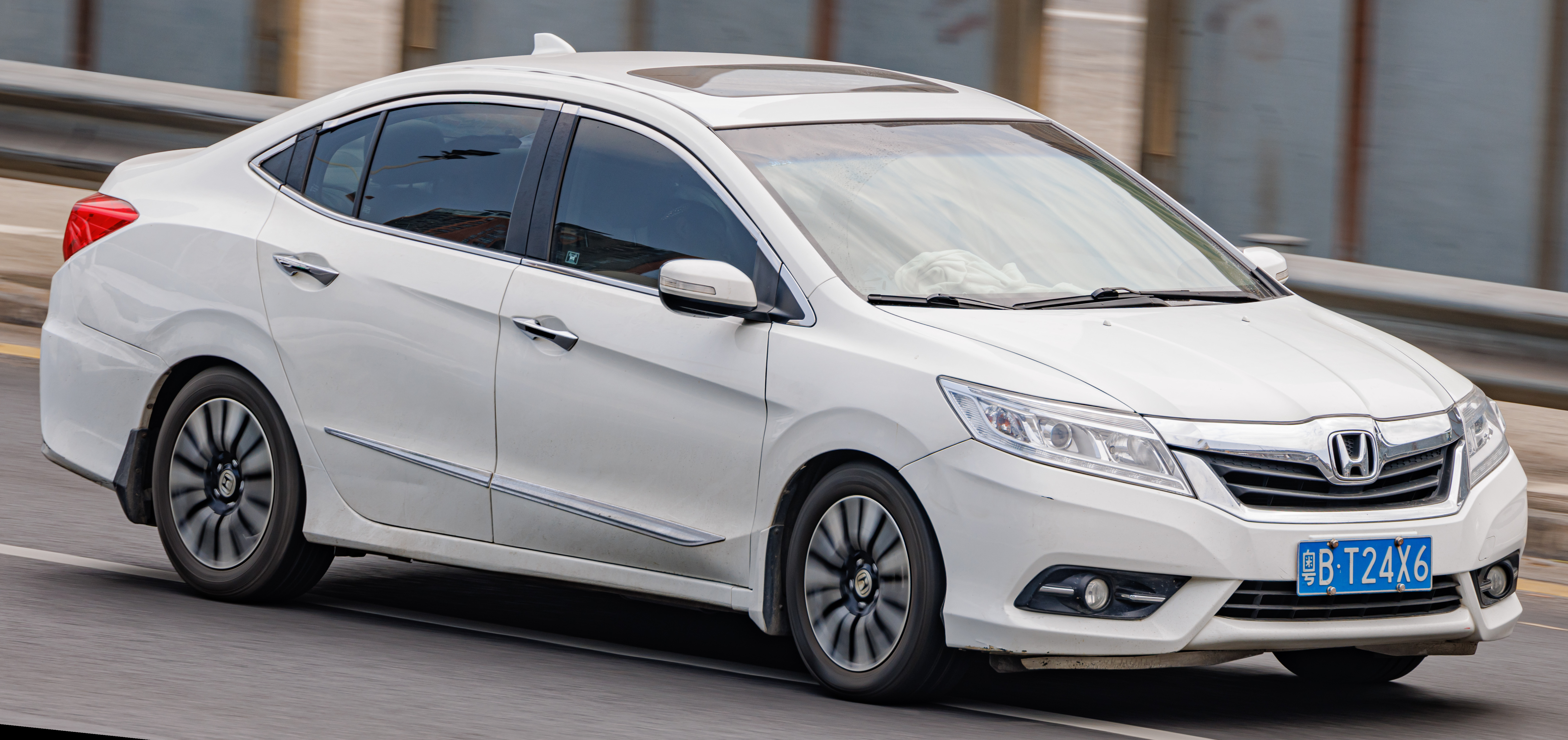
Вид спереди
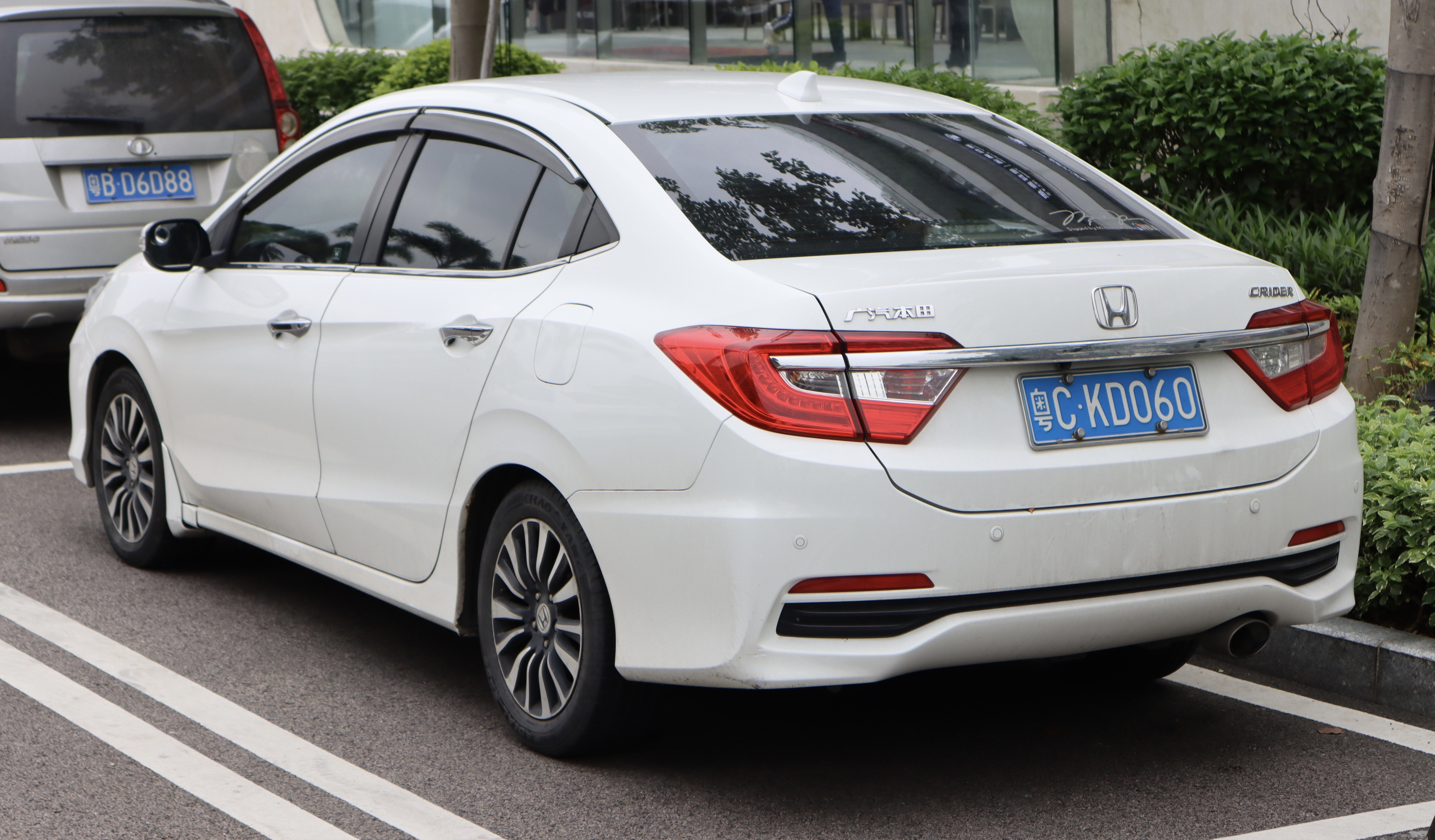
Вид сзади
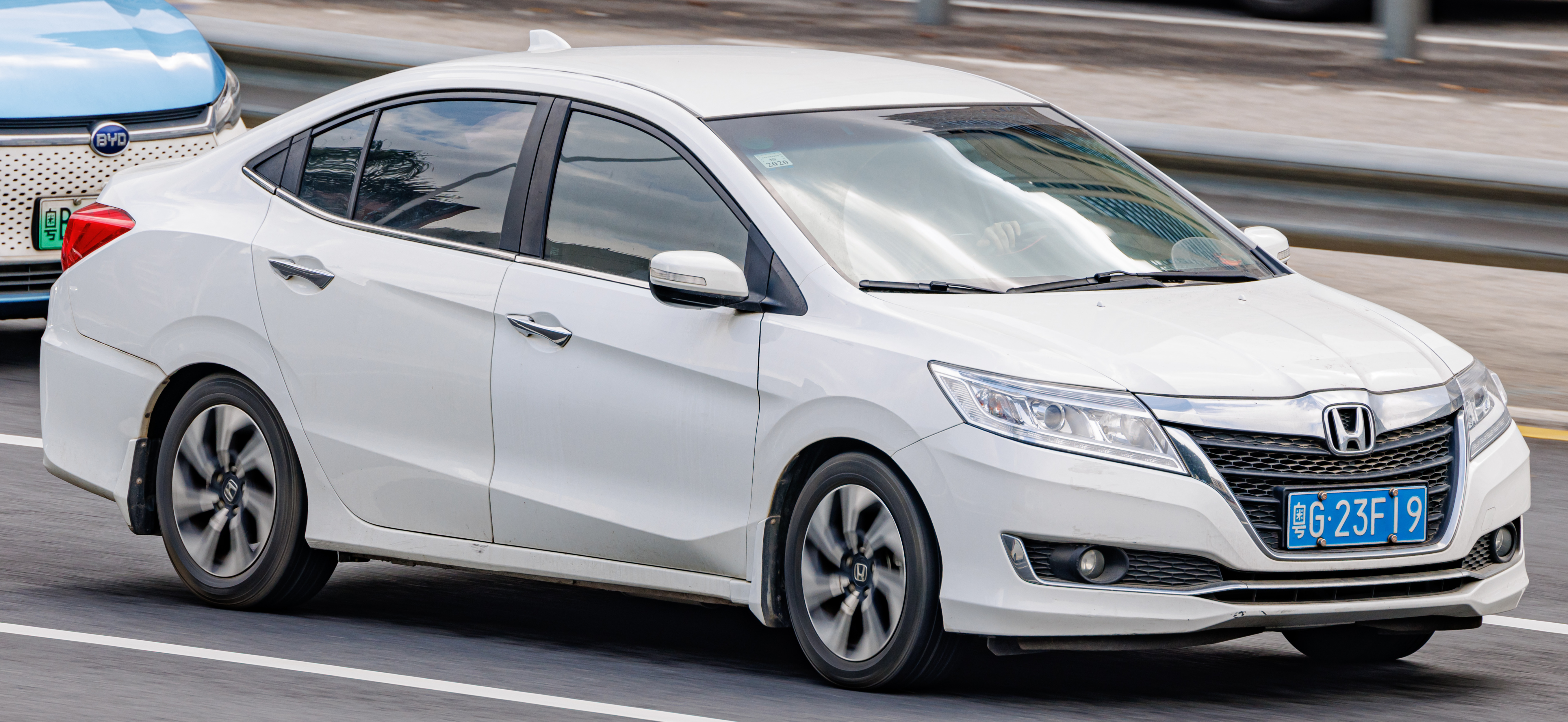
Фейслифтинг

## Второе поколение (2018)
Второе поколение Honda Crider было запущено в производство в сентябре 2018 года. Автомобили стали оснащаться 1,0-литровым бензиновым турбодвигателем мощностью 90 кВт (120 л. с.) и крутящим моментом 173 Н⋅м в паре с вариатором. Расход топлива составляет 4,9 л/100 км.

В сентябре 2021 года автомобиль прошёл фейслифтинг.

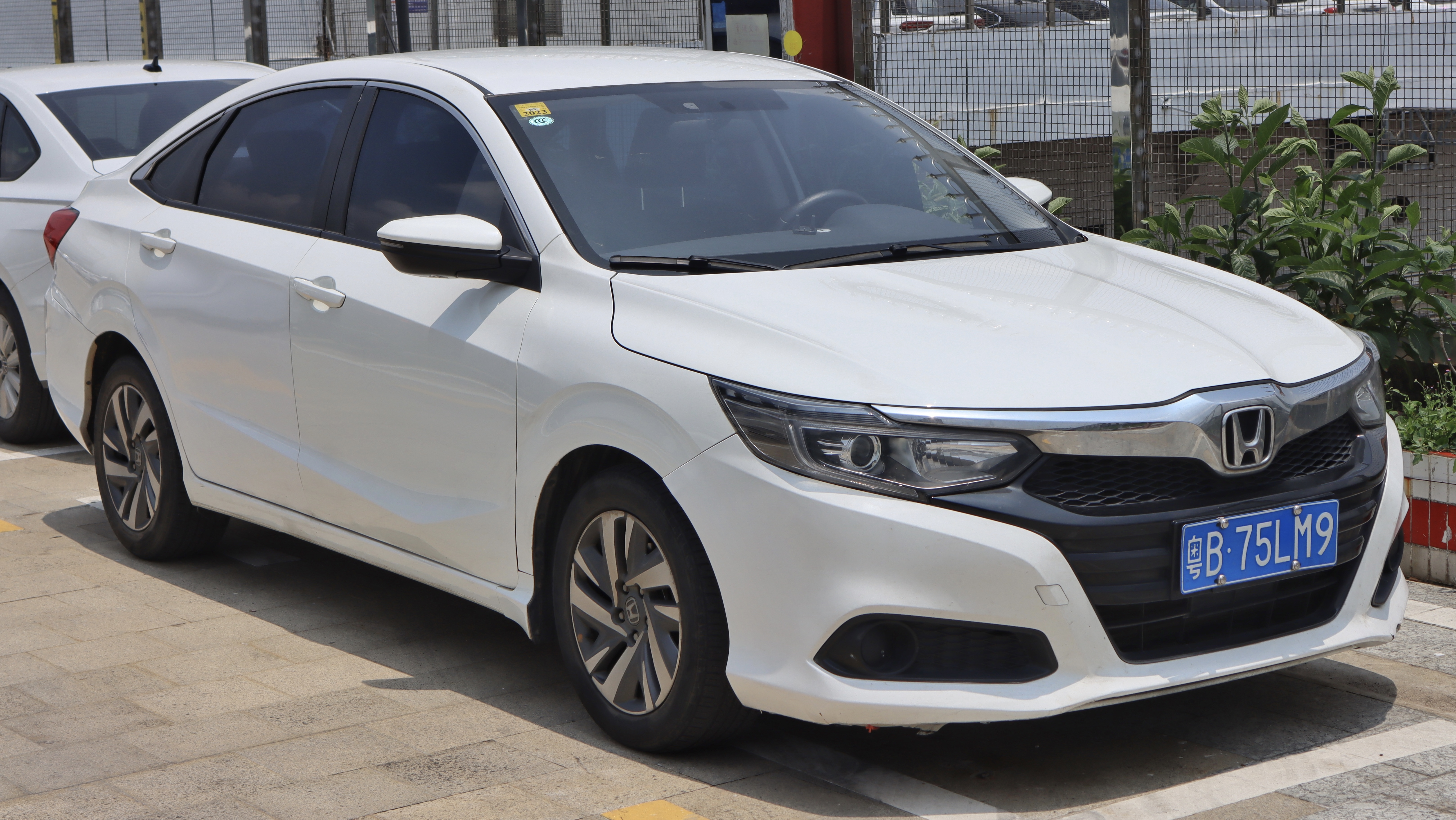
Вид спереди
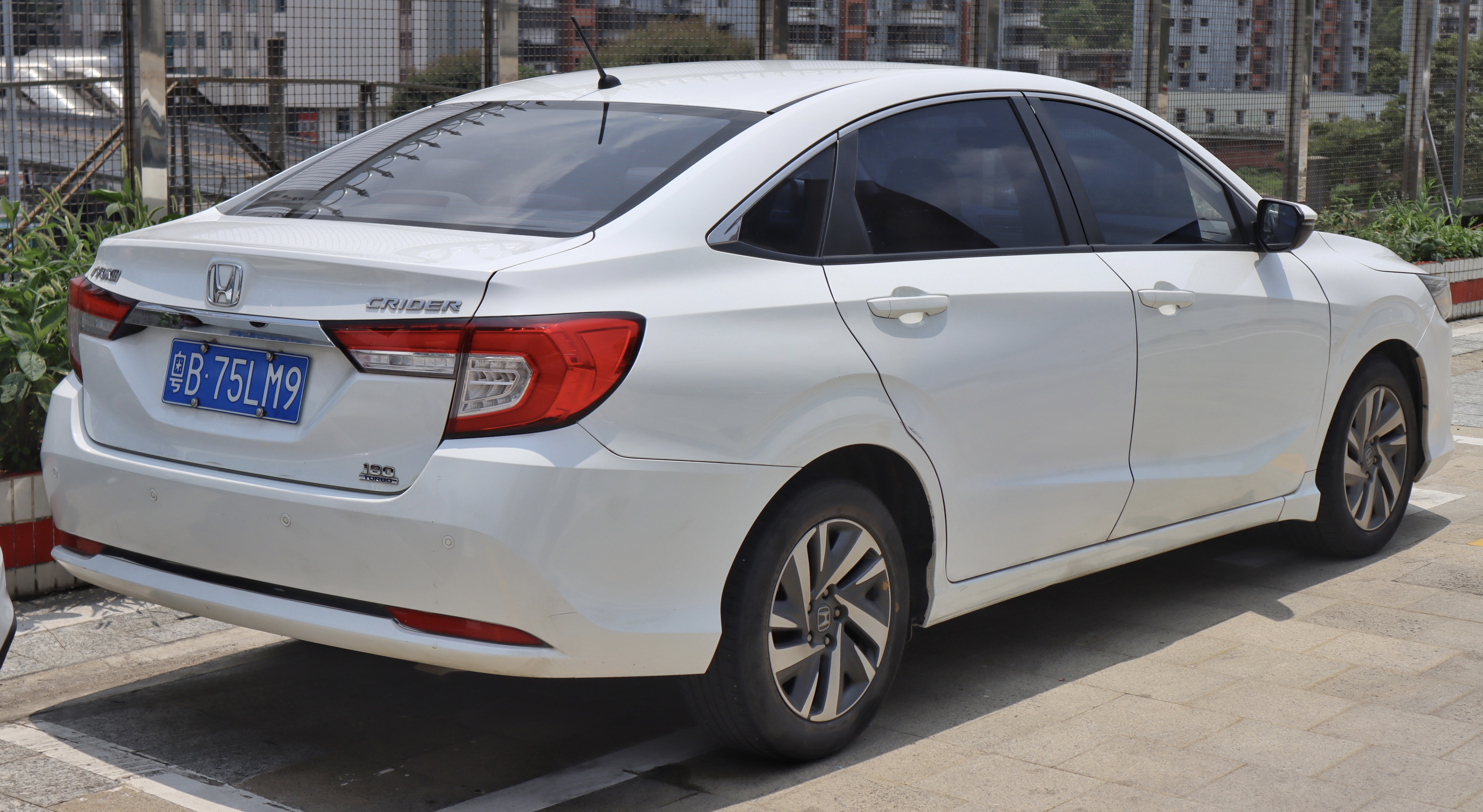
Вид сзади

### Honda Envix
Ребеджинговый вариант Crider, получивший название Honda Envix (кит. 享域; пиньинь Xiǎngyu), выпускается подразделением Dongfeng Honda с 2019 года. Изменения коснулись радиаторной решётки, бампера, легкосплавных колёсных дисков, выемки на перевёрнутом номерном знаке и обивки.

Envix оснащается 1,0-литровым трёхцилиндровым бензиновым двигателем мощностью 90 кВт (120 л. с.) и крутящим моментом 173 Н⋅м, который также применяется в Crider. Двигатель сочетается в паре с шестиступенчатой механической трансмиссией или же с вариатором.

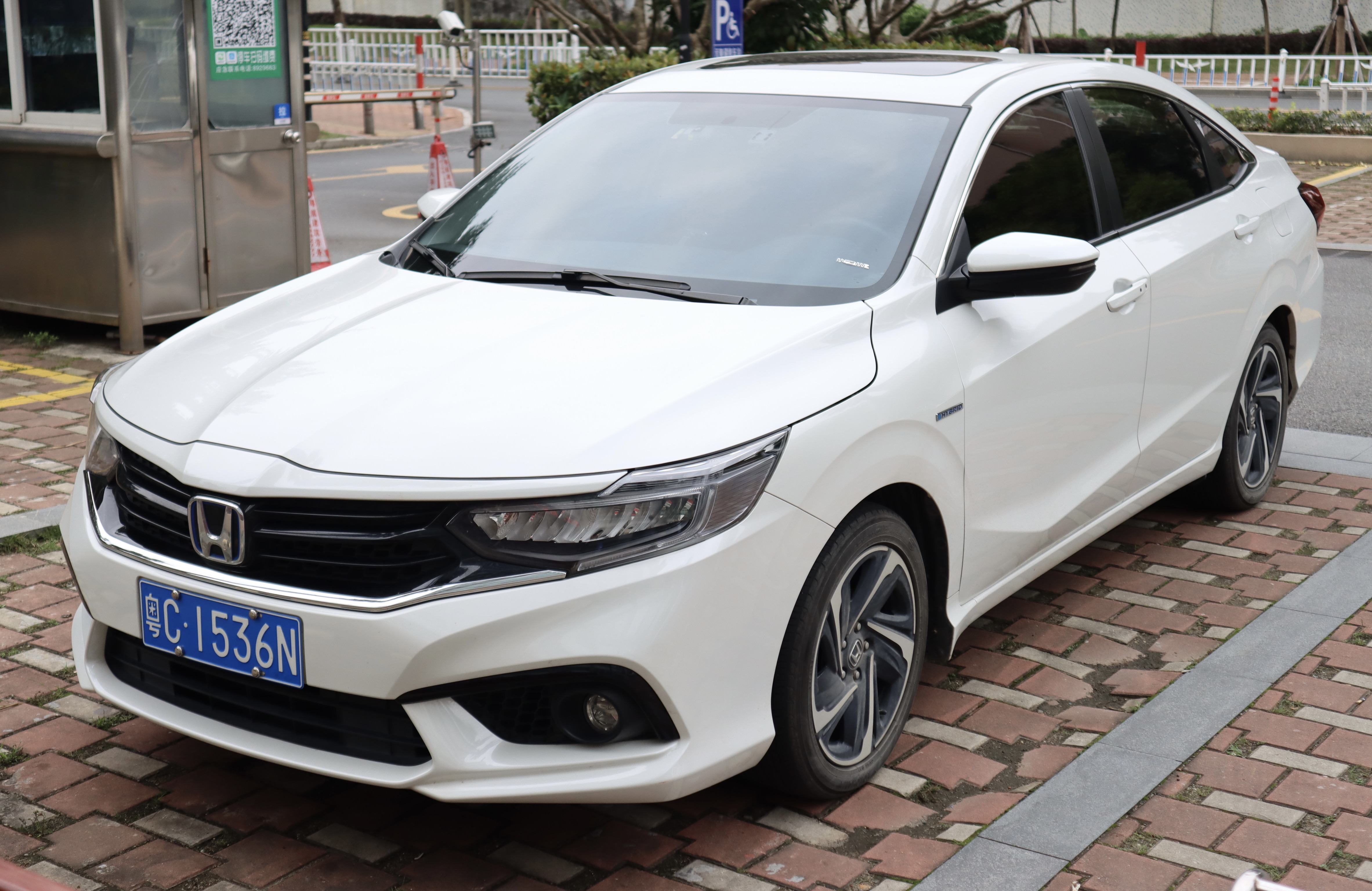
Вид спереди
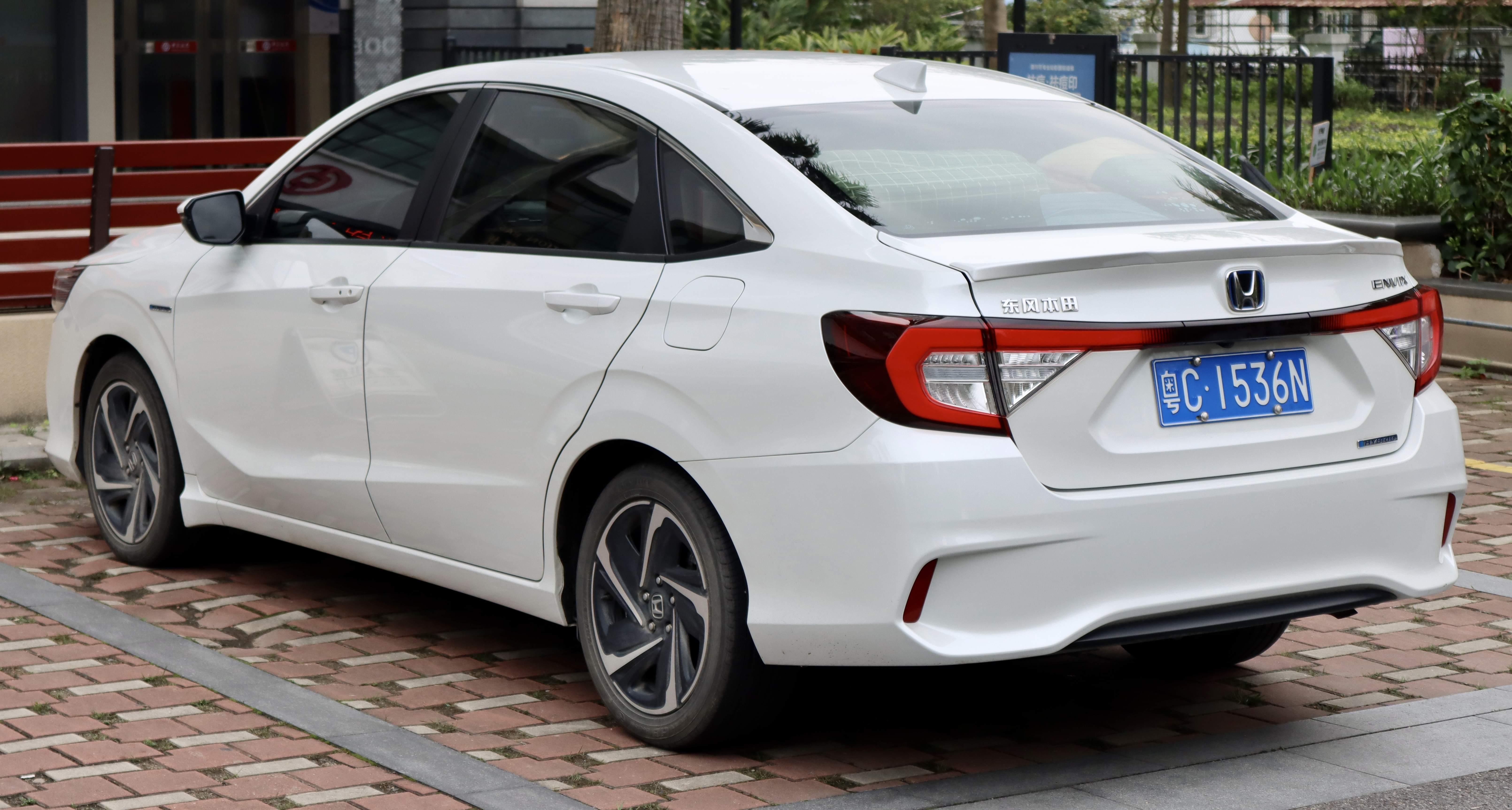
Вид сзади